# Xavi Tondo
Xavier Tondo Volpini (Valls, Tarragona, 5 de noviembre de 1978-Pradollano, Monachil, Granada, 23 de mayo de 2011), conocido como Xavi Tondo, fue un ciclista profesional español que compitió en el equipo Movistar Team, entre otros.

## Trayectoria
Debutó como profesional en la temporada 2003 con el equipo Paternina-Costa de Almería.
Sus triunfos más importantes fueron las victorias de 2010, donde ganó una etapa en París-Niza y Volta a Cataluña.
En la temporada 2011, el catalán pasó a correr en las filas del Movistar Team de Eusebio Unzué donde iba a ser uno de los líderes del equipo. A poco de fichar por ese equipo destapó una red de dopaje para deportistas aficionados tras recibir un correo electrónico anónimo ofreciéndole dichas sustancias. En abril logró su primer triunfo por etapas al conquistar la Vuelta a Castilla y León, donde sucedió a Alberto Contador en lo más alto del podio.
El 23 de mayo de 2011 perdió la vida en un accidente doméstico en el barrio de Monachil de Pradollano (Sierra Nevada, provincia de Granada), al ser aplastado entre su propio coche y la puerta del garaje de la vivienda que compartía con Beñat Intxausti, cuando se disponía a salir a entrenar para preparar el Tour de Francia 2011.
Una carrera amateur en su ciudad natal (Valls, Tarragona) lleva su nombre: Cursa Social Memorial Xavi Tondo i Volpini

## Palmarés
2002 (como amateur)
- 1 etapa de la Vuelta al Lago Qinghai

2005
- Vuelta al Alentejo, más 1 etapa
- 1 etapa de la Vuelta a Asturias

2007
- Trofeo Joaquim Agostinho, más 1 etapa
- Vuelta a Portugal

2008
- Subida al Naranco

2009
- 1 etapa del Tour de San Luis
- 1 etapa de la Vuelta a Andalucía

2010
- 1 etapa de la París-Niza
- 1 etapa de la Volta a Cataluña

2011
- 1 etapa del Tour de San Luis
- Vuelta a Castilla y León

## Resultados en Grandes Vueltas
| Carrera | Carrera         | 2003 | 2004 | 2005 | 2006 | 2007 | 2008 | 2009 | 2010 |
| ------- | --------------- | ---- | ---- | ---- | ---- | ---- | ---- | ---- | ---- |
|         | Giro de Italia  | —    | —    | —    | —    | —    | —    | —    | Ab.  |
|         | Tour de Francia | —    | —    | —    | —    | —    | —    | —    | —    |
|         | Vuelta a España | —    | —    | —    | —    | —    | —    | Ab.  | 5.º  |

—: no participa

Ab.: abandono

## Equipos
- Paternina-Costa de Almería (2003)
- Barbot-Gaia (2004)[7]
- Catalunya-Ángel Mir (2005)
- Relax-GAM (2006)
- LA-MSS (2007-2008)
- Andalucía-Cajasur (2009)
- Cervélo Test Team (2010)
- Movistar Team (2011)[8]